# Matteo Bruscagin
Matteo Bruscagin est un footballeur italien, né le 3 août 1989 à Milan.
Formé au Milan AC, il est ensuite prêté à l'AC Monza pour la saison 2008-2009. Ne jouant aucun match, il est alors cédé cette fois-ci à l'AS Pizzighettone, toujours sous forme de prêt, dès le mercato hivernal.